# Pulau Silamak
Pulau Silamak ist eine winzige Insel im Mündungsbereich des Brunei-Flusses in Brunei.

## Geographie
Pulau Silamak ist eine winzige Insel in unmittelbarer Nachbarschaft, südlich von Pulau Berbunot und Pulau Silipan.